# Berlinia bruneelii
Berlinia bruneelii är en ärtväxtart som först beskrevs av De Wild., och fick sitt nu gällande namn av Antonio Rocha da Torre och Jean Olive Dorothy Hillcoat. Berlinia bruneelii ingår i släktet Berlinia och familjen ärtväxter. Inga underarter finns listade i Catalogue of Life.